# 영안실

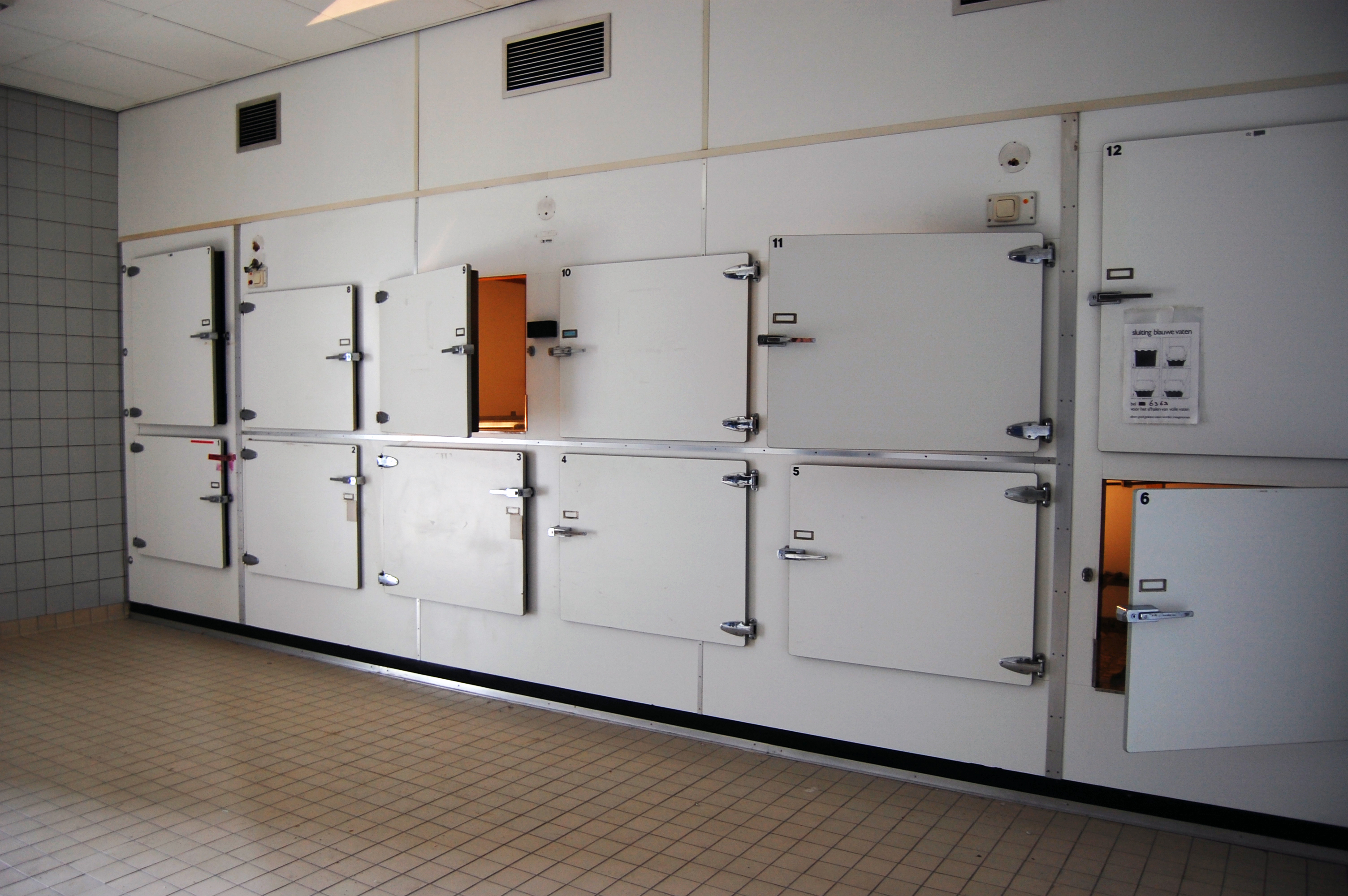
영안실 내부 모습

영안실(靈安室, 프랑스어: morgue)은 부검이나 매장 (화장) 전에 일시적으로 시체를 보관하는 장소이다.

## 저장 방법의 종류
저온 저장 (positive temperature)
- 시체를 2 °C에서 4 °C 사이에서 보관한다. 이 방법은 몇 주 저장하는 데 주로 사용되는 방법이지만, 완전히 부패를 방지하지 않는다.[1]

영하 저장 (negative temperature)
- 시체를 -15 °C에서 -25 °C 사이에서 보관한다. 이 방법은 사체의 신원과 사망 원인이 특정되어 있지 않을 때, 부검을 실시하는 기관 등에서 사용되며, 부패를 완전히 막을 수 있다.

## 같이 보기
- 병리학
- 시체농장